# Саласар, Абель
Абель Саласар Гарсиа (исп. Abel Salazar García; 24 сентября 1917, Мехико Мексика — 21 октября 1995, Куэрнавака, Морелос) — мексиканский актёр, кинорежиссёр, сценарист и продюсер.

## Биография
Родился 24 сентября 1917 года в Мехико в семье дона Гарсии и его супруги. Его брат Альфредо был известным в стране банкиром и политическим деятелем. В возрасте 24 года дебютировал в кино. Всего актёр снялся в 90 кинофильмах, 2 из которых — телесериалы «Путь к славе» и «Моя вторая мама». В качестве режиссёра-постановщика он поставил 14 кинофильмов, а как сценарист — написал два сценария и был продюсером 31-й картины. После исполнения роли Рафаэля в сериале Моя вторая мама, он заболел — у него стала прогрессировать болезнь Альцгеймера и он решил порвать с актёрской карьерой и уехать из Мехико, тем не менее он снялся в  одном фильме в 1993 году и после этого перестал работать в кино. Он поселился вместе с семьёй в Куэрнаваке. Там он и скончался 21 октября 1995 года от болезни Альцгеймера.

## Личная жизнь
Абель Саласар был женат три  раза — первый брак  с Алисией Гарденас сделал его дважды отцом. С ней он развёлся в 1950 году.  Затем были браки  с мексиканской актрисой Глорией Марин и  актрисой из Венесуэлы Росой Аренас. Два года  (1961 — 1963) он также состоял в отношениях с актрисой Ариадной Вельтер.

## Фильмография

### Актёр

#### СериалыTelevisa
- 1987 — Путь к славе — генерал Росарио Таламантес.
- 1989 — Моя вторая мама — Рафаэль, любовник Долорес.

#### Фильмы эпохи «Золотого века мексиканского кинематографа»
- 1942 — Граф Монте-Кристо — Виконт Альбер де Морсер.
- 1947 — Гарсия возвращается — Хосе Луис Гарсия.
- 1947 — Трое из рода Гарсия — Хосе Луис Гарсия.
- 1951 — Подруга моего мужа — Пако.
- 1953 — Я, она и Люцифер — Хорхе.
- 1955 — Койот — Койот.
- 1956 — Правосудие Койота — Койот.
- 1956 — Серенада Мексики
- 1957 — Вампир — доктор Энрике (также продюсер)
- 1959 — Тайна из могилы
- 1959 — Человек и монстр — Рикардо Соито (также продюсер).

#### Фильмы последующих лет
- 1962 — Ужасный барон — Барон (также продюсер).
- 1963 — Проклятье плакальщицы — Хайме (также продюсер).

##### В титрах не указан
- 1993 — Память мексиканского кино

### Продюсер
- 1961 — Мир вампиров
- 1962 — Зеркало ведьмы
- 1963 — Моя жизнь — песня
- 1968 — Валентин из Сьерры

### Режиссёр
- 1970 — Белые розы для моей чёрной сестры
- 1972 — Честная женщина
- 1982 — Нет повести печальнее
- 1984 — Никогда больше
- 1988 — Я хотела быть мужчиной